# Hobson
Hobson è una città degli Stati Uniti d'America situata nel Montana, nella Contea di Judith Basin.